# Александру Влахуца (Васлуј)
Александру Влахуца (рум. Alexandru Vlăhuţă) насеље је у Румунији у округу Васлуј у општини Александру Влахуца. Oпштина се налази на надморској висини од 263 m.

## Становништво
Према подацима из 2002. године у насељу је живело 3154 становника, од којих су сви румунске националности.

### Хронологија
| Година       | 1992 | 1993 | 1994 | 1995 | 1996 | 1997 | 1998 | 1999 | 2000 | 2001 | 2002 | 2003 | 2004 | 2005 | 2006 | 2007 | 2008 | 2009 | 2010 | 2011 | 2012 | 2013 | 2014 | 2015 | 2016 | 2017 |
| ------------ | ---- | ---- | ---- | ---- | ---- | ---- | ---- | ---- | ---- | ---- | ---- | ---- | ---- | ---- | ---- | ---- | ---- | ---- | ---- | ---- | ---- | ---- | ---- | ---- | ---- | ---- |
| Становништво | 3846 | 3789 | 3741 | 3704 | 3678 | 3622 | 3555 | 3503 | 3505 | 3522 | 3514 | 3493 | 2032 | 1982 | 1952 | 1866 | 1807 | 1761 | 1714 | 1661 | 1649 | 1617 | 1574 | 1564 | 1619 | 1550 |